# بیون هسو
بیون هسو (دانمارکی: Bjørn Hasløv؛ زادهٔ ۱۸ مه ۱۹۴۱) قایقران روئینگ اهل دانمارک بود.
وی در مسابقات کشوری و بین‌المللی در مجموع برندهٔ ۱ مدال طلا، ۱ مدال نقره شده‌است.